# Língua budu
Ɨbʉdhʉ, também chamada de Budu, é uma língua bantu falada por cerca de 180 mil pessoas do povo budu no Território Wamba na Província Oriental.
Os falantes de Budu chamam sua língua de Ɨbʉdhʉ e a si mesmos de Mabudu. Também é conhecido como Kibudu, Bodo ou Ebudu. Os dialetos incluem Koya e Nita. Uma maneira de escrever Budu com o alfabeto latino foi desenvolvida pela SIL International na década de 1990 e é usada na tradução da Bíblia em Budu.

## Escrita
A língua usa o alfabeto latino sem as letras Q, R, X.
• A letra l aparece apenas em palavras emprestadas e nomes estrangeiros
• A letra z é usada apenas no dialeto Koya
Sua ortografia utiliza os caracteres especiais ɨ, ʉ, ɛ e ɔ, bem como os dois pontos ꞉ e o sinal de igual ꞊ para o tom gramatical e, marcando o passado e o futuro, respectivamente. Uma variedade dessa língua é chamada de Matta e é falada localmente tanto ao norte quanto ao sul de Maboma.

## Fonologia

### Consoantes
|             |                | Labial | Alveolar | (Alveolo-palatal | Velar | Labio-velar | Glotal |
| ----------- | -------------- | ------ | -------- | ---------------- | ----- | ----------- | ------ |
| Plosiva     | surda          | p      | t        | c                | k     |             |        |
| Plosiva     | sonora         | b      | d        | ɟ                | ɡ     |             |        |
| Plosiva     | pré-nasalizada | ᵐb     | ⁿd       | ᶮɟ               | ᵑɡ    |             |        |
| Plosiva     | implosiva      | ɓ      | ɗ        | ʄ                |       |             |        |
| Africada    | surda          |        |          | t͡ɕ               |       | k͡p          |        |
| Africada    | sonora         |        |          | d͡ʑ               |       | ɡ͡b          |        |
| Africada    | pré-nasalizada |        |          | ᶮd͡ʑ              |       | ᵑᵐɡ͡b        |        |
| Fricativa   | surda          | f      | s        |                  |       |             | h      |
| Fricativa   | sonora         | v      | z        |                  |       |             | h      |
| Fricativa   | pré-nasalizada | ᶬv     |          |                  |       |             |        |
| Nasal       | Nasal          | m      | n        | ɲ                |       |             |        |
| Aproximante | Aproximante    |        | (l)      | j                |       | w           |        |

- [z] ocorre apenas no dialeto Koya de Budu.
- /h/ pode ser ouvido como [ɦ] sonoro ou [h] surdo entre diferentes falantes.[1]
- /ɗ/ pode ser ouvido como [l] ou um [ɾ] em variação livre.[2]

### Vogais
|               | Anterior | Central | Posterior |
| ------------- | -------- | ------- | --------- |
| Fechada       | i        |         | u         |
| Quase fechada | ɪ        |         | ʊ         |
| Meio fechada  | e        |         | o         |
| Meio aberta   | ɛ        |         | ɔ         |
| Aberta        |          | a       |           |

## Amostra de texto
Budu
Yesu a:yaka bɔ : «Ɛmɛ ma itindi-tindi yʉ bʉtɨ; inu na mɨtapɨ. Iyakɛ abio buwei amati asɛmɛ, nɛmɛ buwei amati angɔ, a=mo lipumo lɨja. Jʉ chɔkɔmʉ nɛmɛ na=mbʉkʉkwanana kʉkɨa ɨkyɛɛ.»
Dialeto Nita
Yesu a:sugo bɔ : «Ɨmɨ ma itindindi yɔ bʉtɨ; inu na mɨtapɨ. Ɨyakɛ abio bawele amati asɛmɨ, nɛmɨ bawele amati angɔ, a=mo lipumo lɨja. Dhɔ sɔkɔmʉ nɛmɨ ná=ngɔsisekio akɔkɨa ɨkyɛmʉ.».
Português
Eu sou a videira, vós sois os ramos. Quem permanece em mim, e eu nele, esse dá muito fruto; porque sem mim nada podeis fazer..
joão 15: 5.
- Budu em SIL
- Budu em Glottolog
- Budu em Language Archives
- Budu em 101 last tribes
- Budu em Omniglot.com

1. ↑  [Manuel d'Orthographe Budu. M. Bamata-Subama. 1997]
2. ↑  [Source: https://www.bible.com/bible/1/JHN.15.KJV ]